# Оскар Дорлі
Оскар Мерфі Дорлі (англ. Oscar Murphy Dorley, {{|нар}} 19 липня 1998, Монровія, Ліберія) — ліберійський футболіст, півзахисник чеського клубу «Славія» та національної збірної Ліберії.

## Клубна кар'єра
Оскар Дорлі починав грати у футбол у місцевому клубі «Монровія Клуб Бреверайс». У 2016 році разом з клубом він став переможцем Кубку Ліберії. Того ж року футболіст підписав контракт з литовським «Рітерієм». Де одразу став лідером команди і дебютував у матчаї єврокубків.
Взимку 2018 року Дорлі на правах оренди перейшов до складу чеського клубу «Слован» (Ліберець). А по закінченню сезону підписав з клубом контракт на повноцінній основі. Вже на початку 2020 року Дорлі знову змінив клуб. Він перейшов до столичної «Славії».

## Збірна
Свій перший матч у національній збірній Ліберії Оскар Дорлі провів у липні 2015 року. Це був матч кваліфікації Кубку африканських націй проти збірної Гвінеї.

## Досягнення
Славія
 Чемпіон Чехії (3): 2019/20, 2020/21, 2024/25
 Володар Кубка Чехії (1): 2022/23